# 新さっぽろ囲碁まつり
新さっぽろ囲碁まつり（しんさっぽろ いご まつり　Shin-Sapporo IGO Festival）は、札幌市厚別区新さっぽろ地区の商業施設「サンピアザ」において2012年から2015年の敬老の日に4回開催された囲碁の催し。株式会社札幌副都心開発公社が主催し、大指導碁大会、プロ・アマ公開対局、入門講座の3部構成からなる北海道内最大の囲碁イベントである。
　　　　　　　　　　　　　　　　　　　　　　　　　　　　　　

## 開催経緯
主催者の株式会社札幌副都心開発公社は、1974年、札幌市主導によって設立された第三セクターであり、札幌市厚別区新さっぽろ地区の副都心開発・マチづくりを担っている。その公的性格から、同社が運営する複合型大規模商業施設「サンピアザ」と「デュオ」において、サンピアザ水族館、サンピアザ劇場、新さっぽろギャラリー、新さっぽろカルチャースクール等の文化施設の運営や「新さっぽろフォトコンテスト」の開催など文化事業も手掛けている。同社では文化事業の取組みの強化の一環として、長い歴史と幅広いファン層を有する囲碁に着目し、新さっぽろ地区における賑わい性の創出、囲碁を通じた人と人との交流、囲碁の普及活動による社会貢献を目的に、2012年、第1回の「新さっぽろ囲碁まつり」が開催された。

## イベント内容
第1回は、1チーム3名による碁会所対抗戦、定員40名の指導碁、そして誰もが自由に参加できる入門講座の3部構成であったが、碁会所対抗戦の参加数が6碁会所（人数18名）と少なかったため、翌年の第2回からは碁会所対抗戦が取り止められ、指導碁を100局規模へ拡大するとともにプロ・アマ公開対局とその大盤解説を実施するなど、競技会的な性格からお祭り的な性格へと変更された。2014年の第3回は、大指導碁大会、プロ・アマ公開対局、入門講座の3本柱に加え、ファンサービスのためのプロ棋士サイン会、プロ・アマ公開対局における「次の一手」、入門者・初心者を対象とした囲碁クイズ、囲碁の基礎知識を子どもの会話形式で表現した小冊子の無料配布、そして囲碁関連書籍の特設販売など多彩なイベント内容が予定されている。

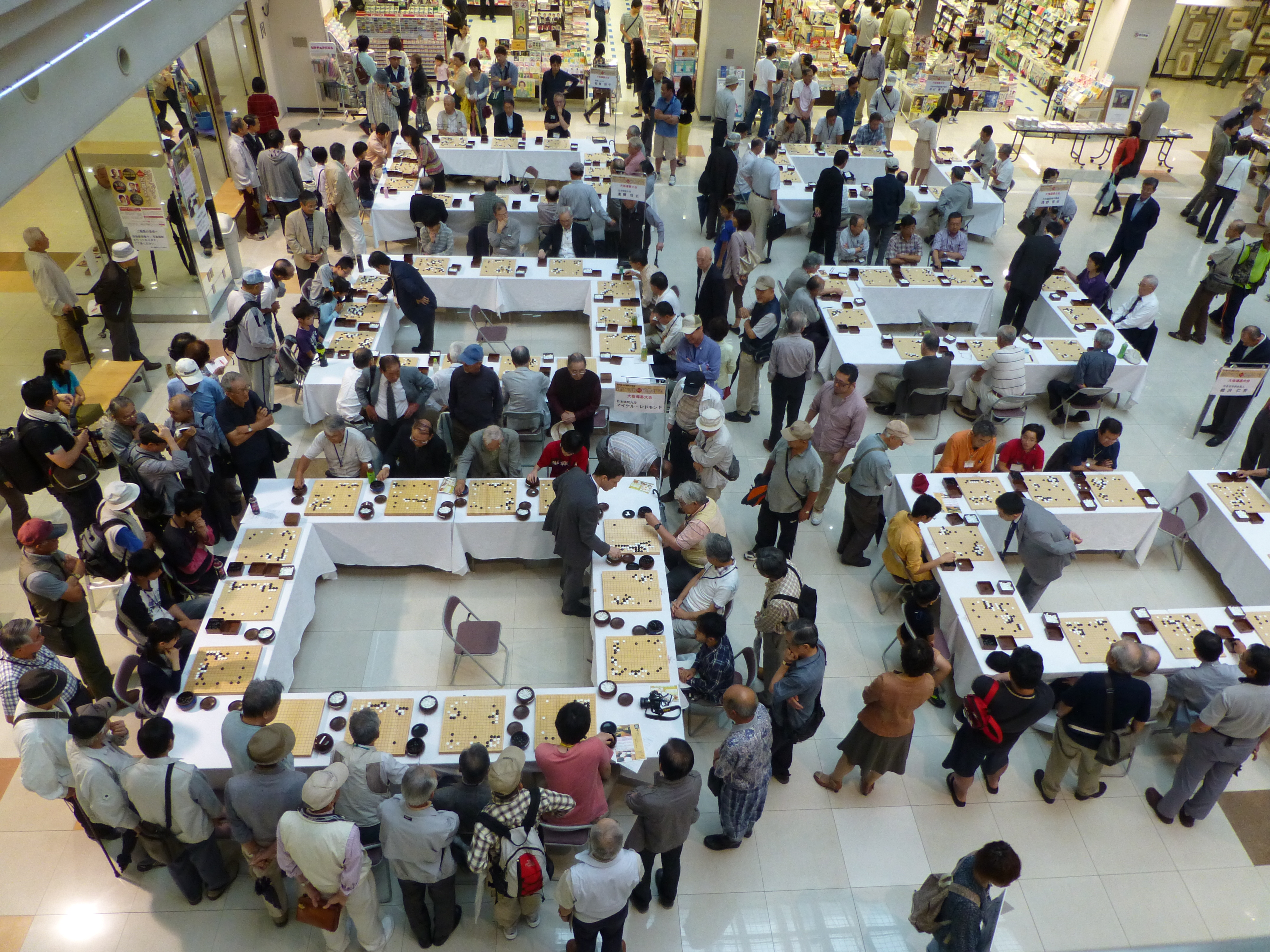
指導碁風景（第2回・2013年9月16日）

### 大指導碁大会
第2回においては、講師6名の多面打ち（9〜12面打ち）により午前の部と午後の部の2回実施された。講師は日本棋院所属のプロ棋士2名とアマチュア4名。プロ棋士は、米国カリフォルニア州出身の異色の欧米人棋士であるマイケル・レドモンド九段と地元北海道の岩見沢市出身である遠藤悦史七段。アマの講師は、囲碁界で活躍する囲碁インストラクターの稲葉禄子、いずれも道内トップアマの中村泰子（元全道女流囲碁選手権者）、桧沢仁宏（元全日本学生名人）、浅野哲也（元全道囲碁選手権者）。参加者は133名で、その内訳を見ると、性別では男性118名（構成比89%）、女性15名（11%）。年齢別では60代51名（38%）、70〜80代39名（29%）、10代以下20名（15%）、50代14名（11%）の順で、20〜40代は合わせても9名（7%）にとどまっている。最年少は5歳、最年長は86歳。地域別では札幌市内が107名（81%）と多数を占めるが、江別市、岩見沢市、北広島市、恵庭市など道央圏のほか、旭川市、稚内市、白老町など道内地方都市や東京都、茨城県など道外からの参加者もあった。

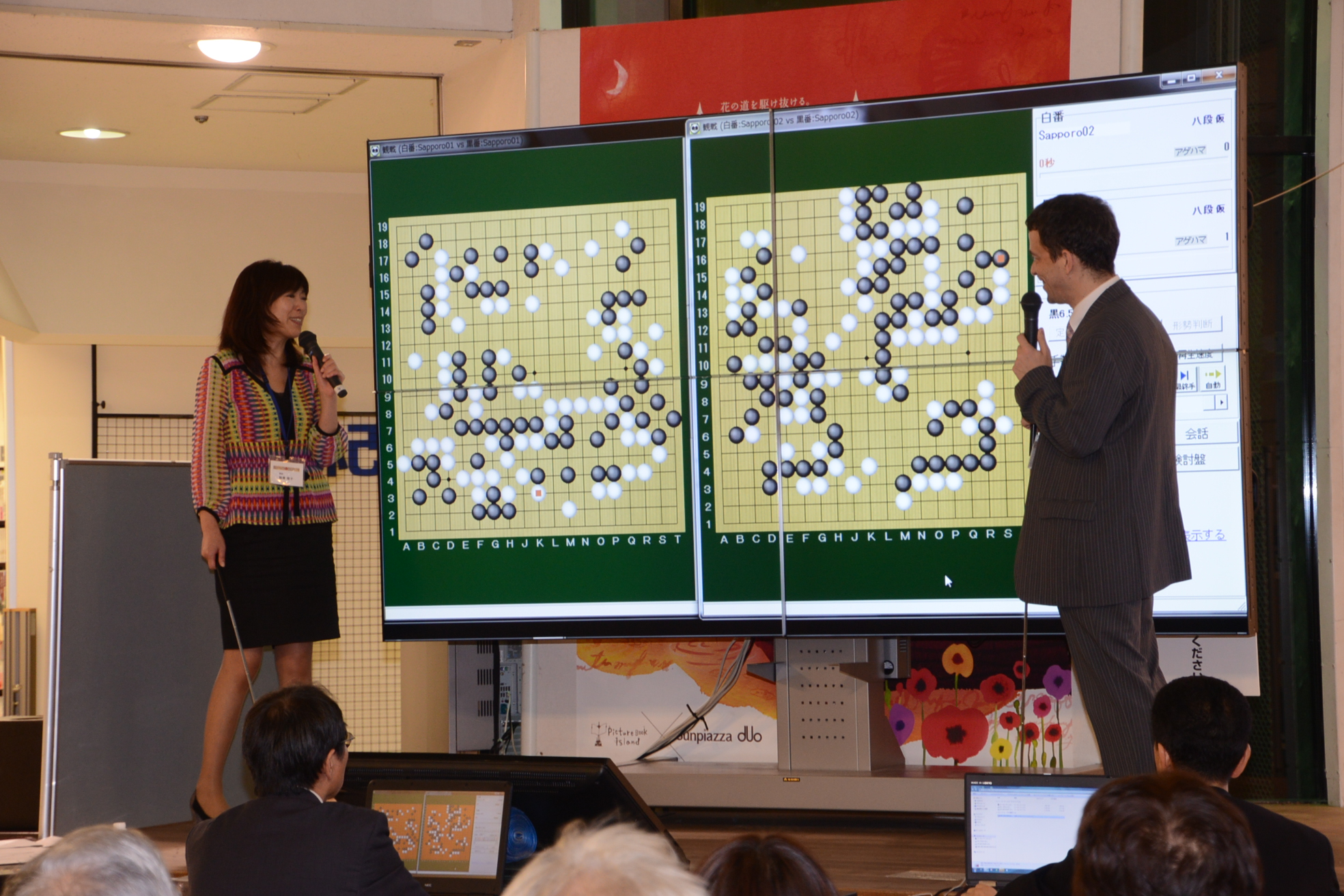
大盤解説（第2回･2013年9月16日）

### プロ・アマ公開対局
第2回から実施されており、この時は、遠藤悦史七段と平成24年度の全道囲碁選手権者（大学4年生）および全道女流囲碁選手権者（小学5年生）との2面打ちハンディ戦が行われた。主催者の会議室で行われた対局は、インターネット囲碁対局の「パンダネット」によってイベント会場のサンピアザ「光の広場」に設置してある大型ディスプレイに映し出され、マイケル・レドモンド九段と稲葉禄子による2面同時進行の大盤解説が行われた。観戦者数は約220名。対局結果は、手合割り定先の全道囲碁選手権者が140手で中押し負け、手合割り4子局の全道女流囲碁選手権者が215手で10目勝ちであった。

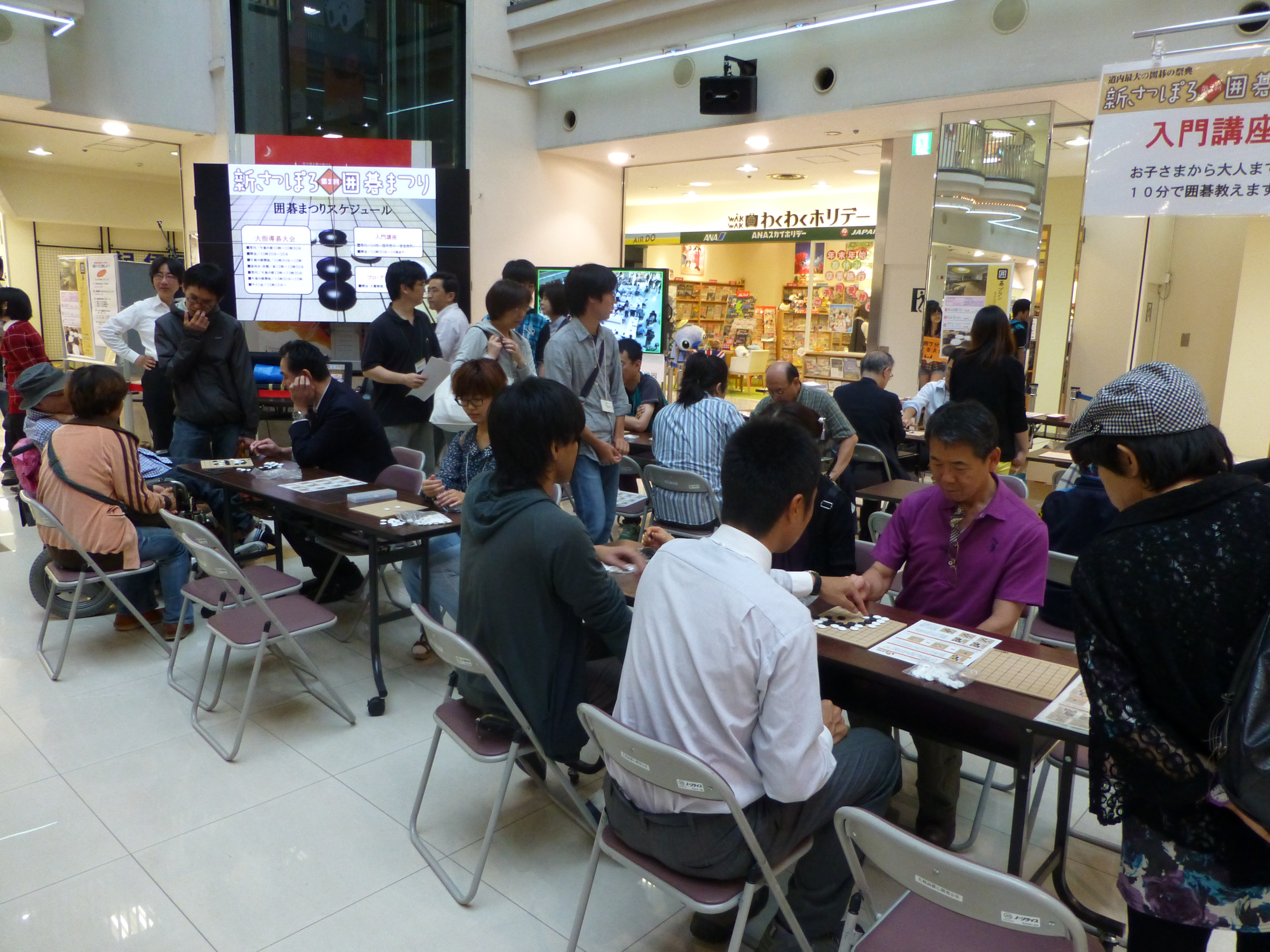
入門講座（第2回・2013年9月16日）

### 入門講座
「お子さまから大人まで10分で囲碁教えます！」というキャッチフレーズどおり、第2回では小学校低学年から中高年までの入門者・初心者129名が参加した。参加者への聞き取りによると、マンガ『ヒカルの碁』の影響で囲碁に興味を持ったという小学生の仲間同士、以前から囲碁を覚えたいと思っていたが機会がなかったという学生、楽しそうな雰囲気なのでなんとなく参加してみたという男女のカップル、たまたま買い物に来てイベントの存在を知り初めて囲碁の手ほどきを受けたという年配の女性連れ、定年退職後の趣味として囲碁を始めたいという中年男性など、参加の動機はそれぞれである。講師は、札幌市内で活動する若手囲碁サークル「若碁style」のメンバー26名がボランティアで担当した。

## 主な特徴
一般的な囲碁イベントと比べた新さっぽろ囲碁まつりの特徴を述べる。

### 性格
通常、囲碁イベントは、棋力向上を目的に実力差を考慮したクラス分けによる競技会がメインとなることが多いが、指導碁、プロ・アマ公開対局、入門講座の3部構成となっている新さっぽろ囲碁まつりでは競技性が排除されている。このため、自らの棋力や勝敗を気にすることなく、それぞれの目的や関心度合いに応じた参加が可能となっている。

### 規模
総勢80名を超えるプロ棋士によって1000局の指導碁（有料）が行われる国内最大の囲碁イベント「湘南ひらつか囲碁まつり」は別格として、指導碁講師6名、指導碁対局数133局、大盤解説観戦者を含む延参加者数約480名の規模は、国内の囲碁イベントとしては有数である。

### 開催会場
一般的に、囲碁イベントは碁会所や公民館、コンベンションセンターなどクローズなスペースで実施されるが、平塚市駅前商店街で実施される湘南ひらつか囲碁まつりと同様、新さっぽろ囲碁まつりも開催会場が商業施設のイベント広場というオープンスペースとなっている。囲碁まつりの存在を知らなかった通りすがりの買い物客や、囲碁は覚えたいが碁会所には足を運びづらいといった人でも参加しやすい雰囲気となっており、囲碁の普及という点でメリットが大きいものと思われる。

### 運営方法
主催者である民間企業が企画立案し、プロ棋士のみならず全道トップクラスのアマ強豪や札幌市内の若手囲碁サークルの参画によって運営されるため、民間企業と地元囲碁関係者による手作りのイベントということができ、地域におけるアマ囲碁界の交流と発展にも寄与しているものと思われる。

### 参加費
入門講座の受講、大盤解説によるプロ・アマ公開対局の観戦はもとより、通常は有料のケースが多い指導碁についても参加費無料であるため、子どもを含む誰もが気軽に参加することが可能であり、この点でも囲碁の普及に貢献しているものと思われる。

### 公開対局
プロ棋士同士の公開対局はタイトル戦の挑戦手合などでしばしば実施され、少年少女全国囲碁大会の決勝戦などアマチュアの大会でも公開対局が行われるケースはあるが、プロとアマとによる公開対局は池袋サンシャインシティで毎年開催されている「プロ･アマ本因坊対抗戦」など事例は少ない。新さっぽろ囲碁まつりの場合は、アマ側の対局者が道（県）代表クラスで、観戦者には、地元のトップアマがプロ棋士とどの程度戦えるのかという楽しみやプロ棋士に一泡吹かせてほしいという期待感を抱かせる面白味があるものと思われる。

### 大盤解説
通常、囲碁における大盤解説では磁石式の解説用大盤と碁石が使用され、進行手順の再現と変化図の作成は解説者と聞き手が手作業で行うが、新さっぽろ囲碁まつりの場合はインターネット囲碁対局ソフトと大型ディスプレイが用いられており、これらの作業は複数のパソコン担当者が行っている。これによって、局面の進行はリアルタイムで画面上に表示され、変化図の作成と実戦への復帰、すなわち並べ替えがスピーディとなり、しかも2面同時進行の大盤解説が容易であることから、観戦者に対して見どころの多いテンポ感のある大盤解説となっている。ただし、解説者、聞き手と画面操作を行うパソコン担当者との息が合わない場合は、大盤解説の進行に支障をきたすデメリットもある。